# Gabriel Benet Mir
Gabriel Benet Mir (Palma, 1580-16 de novembre de 1650) fou prior de l'Hospital General, Comissari de la Inquisició, rector de sa Pobla (1613-1639). Va rebre la tonsura el 5 de maig del 1599.
Va ser confessor de Sor Clara Andreu i Malferit, d'Inca, sobre la qual s'inicià un procés de beatificació. En feu una biografia en català: Vida de la venerable serventa de Déu Sor Clara Andreu, religiosa del monestir de Sant Bartomeu de la vila d'Inca.